# Medow
Medow est une municipalité allemande du land de Mecklembourg-Poméranie-Occidentale et l'arrondissement de Poméranie-Occidentale-Greifswald.

## Personnalités liées à la ville
- Georg Gustav Samuel Köpke (1773-1837), pédagogue né à Medow.
- Eugen Ferdinand von Homeyer (1809-1899), ornithologue né à Nerdin.